# Batalla del Pont d'Alcolea (1808)
Batalla del Pont d'Alcolea del 1808 fou una batalla durant la Guerra del Francès contra els francesos a principis del segle xix.

## Antecedents
Amb gran part d'Espanya en rebel·lió oberta, Napoleó Bonaparte va establir el comandament a Baiona per reorganitzar les seves forces i corregir la situació, creient que un desplegament ràpid de les forces acovardiria els insurgents i consolidaria ràpidament el seu control d'Espanya, i va enviar una sèrie de columnes que volien escanyar a la rebel·lió prenent i pacificant les principals ciutats d'Espanya: Des de Madrid Jean Baptiste Bessières va dirigir-se a Castella la Vella amb 25.000 homes i va enviar un destacament a Aragó, amb l'objectiu de capturar Santander i Saragossa; Jeannot de Moncey va marxar cap a València amb 29.350 homes i Guillaume Philibert Duhesme amb 12.710 tropes cap a Catalunya, posant setge a Girona. Finalment, un exèrcit francès, compost per 7.550 infants, 3.000 cavalls i 24 peces d'artilleria, sota el comandament del general Dupont, marxava a ocupar Sevilla i el port de Cadis, que resguardava la flota de François Rosilly de la Royal Navy.
En arribar al pont d'Alcolea el trobà defensat per 3.000 soldats, alguns centenars de paisans i 12 canons, forces les quals comanava el coronel Pedro Agustín Echevarri.

## Batalla
Es travà combat el 7 de juny de 1808, sent els francesos refusats en el primer embat, però refets, escometeren novament, veient-se llavors els espanyols obligats a retirar-se, el que feren amb el major orde i poques pèrdues.

## Conseqüències
Els espanyols es retiraren a Còrdova, d'on son forçats a retirar-se deixant una companyia de granaders per entretindre als francesos i protegir la retirada de la resta a Écija. Els francesos, després de prendre i saquejar la ciutat de Còrdova, van continuar en direcció sud, sent derrotats a la batalla de Bailèn.

## Commemoracions
Per a commemorar aquesta acció, i premiar als espanyols que en ella prengueren part, Ferran VII creà la Creu del pont d'Alcolea, que consisteix en una creu de Sant Andreu amb braços d'esmalt, i com a remat una corona de llorer i alzina; en el centre, sobre esmalt blanc, si dibuixa el pont envoltat per la llegenda "La batalla d'Alcolea", i en el revés "Libertat de España, 7 de junio de 1808". Penja d'una cinta verda, i és d'or per als caps i oficials i de plata per a la tropa.